# Sátántangó (regény)
A Sátántangó Krasznahorkai László első regénye, amely 1985-ben jelent meg. Több nyelven is kiadásra került, pozitív fogadtatásban részesült. Rengeteg tanulmány született róla, amelyek más-más jelentésvonatkozásait vizsgálták. A regény alapján azonos címmel film is készült, Tarr Béla rendezésében, melyet 1994-ben mutattak be.
„Akkor inkább úgy vétem el, hogy várom.”

## Cselekmény
Első rész: A kiinduló helyzetet nem ismerjük meg, egyből a részleteket olvassuk, csak a szereplők párbeszédéből következtethetünk, hogy mi is történt idáig. A helyszín egy telep, amely hanyatlásnak és pusztulásnak indult. A szereplők semmittevéssel töltik mindennapjaikat, eluralkodott rajtuk a tehetetlenség, el akarnak menni, de mégsem teszik, csak nézik, ahogy elenyészik körülöttük minden. Várnak két emberre: Irimiásra és Petrinára, akiket eddig halottnak hittek.
Irimiás és Petrina eközben a hivatalban vannak, közveszélyes munkakerülőként. Megbízást kapnak: a rendszert kell szolgálniuk, besúgónak lenni. Ezután elindulnak a telep felé.
A telepen a doktor mindenkitől elszigetelten él, nem enged senkit a háza közelébe, csak Kránernét, hogy ételt és alkoholt hozzon neki. Mindenről feljegyzéseket készít, megfigyeli a telep lakóit. Túl sokat iszik, ezért rosszul lesz. Elindul kifelé a lakásból, de útközben összeesik.
A kocsmában összegyűlnek lerészegedni: Halicsék, Schmidték, Kerekes. A kalauz hozza a hírt, hogy látta Petrinát és Irimiást. Ez mindenkire nagy hatással van. A kocsmáros nem örül Irimiáséknak, fél, hogy elveszíti a kocsmáját és Schmidtnét, aki után minden férfi áhítozik a telepen. Schmidtné pedig nagyon várja Irimiást, arról ábrándozik, hogy Irimiás kiemeli majd ebből a nyomorult, unalmas életből.
Estike fejezete következik. Horgosné legkisebb gyermeke, akivel senki sem törődik, ütődöttnek tartják. Bátyja becsapja azzal, hogy pénzt ásat el vele, majd rábízza annak őrzését. A kislány halálra rémül, amikor az üres lyukat látja tátongani, azt hiszi, valaki ellopta a pénzt, miközben bátyja ásta ki onnan. Ezután patkánymérget lop, megmérgezi magát a Wenckheim-kastély romjai között. A kocsmában eközben lerészegednek, mire Irimiásék megérkeznek, már mindenki elaludt.
Második rész: Irimiás beszédet mond. Elhiteti a telep lakóival, hogy felvirágoztatja a telepet, de ahhoz még pénzt kell szereznie. Beszédébe belefoglalja Estike halálát is, azt állítja, mindannyian bűnösök miatta.
A telep lakói – Irimiás utasítására – elindulnak új otthont keresni maguknak. Összepakolják a holmijaikat, és lassan elindulnak gyalog. Az út során egyre fáradtabbak és ingerültebbek. A kastélyban szállnak meg, várják Irimiást, aki nem jön. Schmidt betöri Futaki orrát, azt állítja, hogy ő vitte bele őket ebbe az egészbe. Éppen ekkor lép be Irimiás, aki a szemükre veti, hogy nem bíznak benne. Igazából Irimiás becsapja őket: nem tudja újraindítani a gazdaságot, nem is akarja. A telep lakóit a városba viszi, és ott szétszórja őket. Jelentést ír a hivatalnak, melyben elég vulgárisan és negatívan fogalmaz róluk.
A regény végén a doktor visszatér a telepre, és elkezdi írni ezt a történetet, így a regény újrakezdődik.

## Cím
A cím több mindent magába foglal. Egyrészt az argentin tánc, a tangó tánclépéseire, mely előre- és visszalépésre épül. A regény esetében ez az olvasásra vonatkozik: rengeteg ismétlés és visszautalás jellemzi a Sátántangót. Másrészt szerepel benne a sátán szó, mely egy olyan táncra utal, amelyben nincs megállás, sem kilépés. Ez tükrözi a regény szerkezetét is.

## Műfaj
A regény műfaját nehéz lenne meghatározni. Felidéz egyes műfaji konvenciókat, ugyanakkor el is határolja magát tőlük. Egyrészt megidézi a kalandregényt, csak itt a fogadó nem a nagy találkozások helye, hanem a lerészegedésé, a vadregényes kastély helyett a Wenckheim-kastély romjait látjuk, és a város sem a korlátlan lehetőségek terepe. Másrészt az utazóregényeket, de itt a szereplők nem nagy távokat tesznek meg és nem tapasztalatszerzés céljából, hanem a honszerzés miatt.

## Szerkezet
A regény két részből áll, mindegyik rész hat-hat kisebb egységből. A tartalomjegyzék megnevezés helyett táncrendet olvashatunk, amely szintén a tangóra utal a cím mellett. Az első részben az egységek egytől hatig, majd a második részben visszafelé: hattól egyig következnek – ez is a ciklikusságra utal, az ördögi körre.
A mű másrészt hálózatszerűen szerveződik. Az előre- és visszautalások összekötik az egyes részeket, behálózzák a regényt és az olvasót is. Az olvasó úgy gabalyodik bele ebbe a hálóba, hogy a mű áttekinthetősége érdekében igyekszik megtalálni az egyes utalások előzményeit, mindet megtalálni szinte lehetetlen. Nincs lábjegyzet, mely ezt visszakeresést segítené. Ez a szerkezet tudatosítja az olvasóban, hogy a mű egy szöveg, és tudatosítja a befogadói tevékenységet is: akadályozza a lineáris olvasást és a műbe való belemerülést.
Ez a hálózatszerűség szinte térbeli érzetet kölcsönöz a regénynek. A szereplők is egy ilyen halóban kapcsolódnak egymáshoz. A regényben gyakran szerepelnek egyidejűen vagy párhuzamosan történő cselekvések. A szereplőket a megérzéseik is összekötik: pl. Halics megérzi Estike halálát. Ez olyan, mint egy pókháló, a legkisebb rezdülést is meg lehet érezni bármely pontján. A pókháló és a pókok motívuma megjelenik a regényben is, a kocsmában és két fejezetcímben (A pók dolga I. és II.).
A regény végén elmarad a lezárás, újraindul a mű, kiderül, hogy az egyik szereplő (a doktor) írta a történetet. Ezzel a mozzanattal a mű bezárja magába az olvasót. Elmarad a befejezés, újra kezdődik minden. A mű ezzel az olvasót arra készteti, hogy olvassa újra.

## Világirodalmi párhuzamok
A Sátántangó úgy tud egyszerre több irodalmi hagyományt megidézni, hogy egyiknek sem rendelődik alá. Öntörvényű prózai világ jellemzi. Igazi magyar előképe nincsen, inkább a 20. századi világirodalomban lehet irodalmi párhuzamokat keresni a regényhez. Bulgakov Mester és Margaritájához hasonlítanak a szereplők: Irimiás Wolandra emlékeztet, Schmidtné pedig Margarita ellenpárja. Gabriel García Márquez Száz év magányával is mutat párhuzamokat, a helyszín tekintetében. Macondo is egy a világtól elszigetelt kis falu, ahogy a Sátántangóban a kis telep. Az elidegenítettség, a fantasztikum, a kisember fenyegetettsége a hatalommal szemben pedig Kafkára enged emlékeztetni.

## Posztmodern
A regény posztmodern jegyeket mutat. Jellemző az intertextualitás, mely kapcsolódik a Bibliához, filozófiai eszmefuttatásokhoz. Bibliai intertextualitás például Irimiás neve, mely Jeremiás prófétához köthető. Irimiás viszont hamis próféta, áltatja a telep lakóit, az egyik városi kocsmában pedig apokaliptikus dolgokat mond az ott lévőknek, anélkül, hogy megnevezné, hogy ezt mivel érdemelték ki. Jeremiás siralma is ilyen apokaliptikus víziókat tartalmaz, de ő az emberek bűnei miatt jósolja ezt. A regényben nincs mindentudó elbeszélő, gyakran kijavítják őt a szereplők. Alapvető fogalmak megkérdőjelezése, viszonylagossá tétele, például Jó és Gonosz relativitása.

## Szakirodalom
- Zsadányi Edit: Krasznahorkai László. Pozsony. 1999. Kalligram, 201 p.